# Koiné
Koiné (græsk κοινή koinē, "fælles (dialekt)") er den form for græsk der blev talt og skrevet som verdenssprog i Middelhavsområdet og Mellemøsten i hellenistisk tid og kejsertiden (ca. 300 f.Kr. til 600 e.Kr.).
Moderne sprogvidenskab bruger også ordet koiné om overregionale fællessprog. Ordet kan også bruges i overført betydning om andre kulturfrembringelser som klædedragt.
Koiné er udviklet fra den attiske dialekt, der i klassisk tid (5.-4. årh. f.Kr.) blev talt i Athen og områder under atheniensisk indflydelse. Hver bystat i Grækenland havde sin egen dialekt, men Athen var et kulturelt centrum med stor prestige. I koiné er den attiske dialekts mest særprægede lokale træk udjævnet til fordel for en fællesgræsk form (fx θάλασσα thalassa i stedet for θάλαττα thalatta, ναός naos i stedet for νεώς neōs).
Da Alexander den Store erobrede Perserriget, blev koiné udbredt til hele Mellemøsten, særlig Lilleasien, Syrien, Palæstina og Egypten. Det Ny Testamente er affattet på koiné. Gamle Testamente forelå allerede i en græsk oversættelse, Septuaginta, som de ikke-hebraisktalende jøder læste.
Koiné udviklede sig gradvis til nygræsk. Mange af forskellene på klassisk græsk og nygræsk var allerede undervejs i koiné: udtale, formlære og syntaks.